# Caroline (série télévisée d'animation)
Caroline (ひみつのアッコちゃん, Himitsu no Akko-chan)

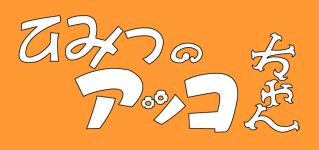

est une série d'animation japonaise par Toei Animation en trois générations : 94 épisodes diffusés à partir du 6 janvier 1969, 61 épisodes à partir du 9 janvier 1988 et 44 épisodes à partir du 5 avril 1998.
En France, 52 épisodes de la deuxième série ont été doublés et diffusés à partir du 5 avril 1990 sur TF1.

## Synopsis
Caroline est une fillette de 10 ans. Son père est journaliste et sa mère dessinatrice. Un jour, sa mère un peu maladroite casse un miroir ayant appartenu à Caroline et auquel elle tenait beaucoup (il lui fut rapporté d'un voyage de son père aux indes). Elle enterre donc le miroir dans son jardin et ses larmes versées sur cette tombe font apparaître la reine du pays des miroirs en pleine nuit. Elle lui confie un nouveau miroir en forme de poudrier magique pour avoir pris soin du précédent pendant toutes ces années. Ce poudrier magique lui permet de se transformer en ce qu'elle veut (animal, objet, personnage imaginaire ou réel, etc) en prononçant la formule "Petit poudrier, petit poudrier, transforme-moi en…" . Toutefois, elle ne doit en aucun cas en parler à qui que ce soit, car sinon elle ne pourra plus jamais se regarder dans la glace (pas de reflet dans le miroir). Sa vie va devenir bien mouvementée grâce à ce poudrier.

## Personnages
- Caroline : Petite fille de 10 ans ayant un poudrier magique. Son père et sa mère se concentrent plus sur leur travail que sur leur fille. Sa meilleure amie est Léa. Coiffée de deux chignons avec un serre-tête rose par ses cheveux bordeaux-violet. Elle porte un tee-shirt blanc, une veste rose ou rouge un peu, une jupe jaune et ses baskets roses avec des lacets verts aux nœuds.
- Léa : Meilleure amie de Caroline. Elle a les cheveux noirs, elle porte un tee-shirt bleu, une jupe blanche et ses  ballerines noires.
- Casimir : Deuxième ami de Caroline.
- Monsieur Alexandre : Professeur à l'école de Caroline
- Achille : Il deviendra l'ami de Caroline dans l'épisode 16.
- La maman de Caroline : la mère de Caroline est dessinatrice.
- Le papa de Caroline : le père de Caroline est journaliste.
- Chipounette : est le chat de Caroline.

## Liste des épisodes

### Caroline (1988)
1. Le poudrier magique
2. Le premier amour de Léa
3. Qui est la plus belle
4. Chipounette a disparu
5. Casimir est amoureux
6. La fiancée de monsieur Alexandre
7. Un bébé abandonné
8. La maternelle du donjon
9. Bébé a grossi
10. Un entraîneur à la retraite
11. Le père Noël existe !
12. L'extraterrestre
13. La danse de Boubou
14. Le nouvel élève
15. Les statues de glace
16. Mon ami Achille
17. La voyante
18. Le papillon acrobate
19. Le sanglier
20. Le loup malheureux
21. Caroline hôtesse de l'air
22. Casimir et son père
23. La star de la chanson
24. Monsieur foie gras
25. Le mariage forcé
26. Cathy la petite australienne
27. Les ratons laveur et la maison hantée
28. Une catcheuse amoureuse
29. Une journée au parc d’attraction
30. Caroline, Lutteuse de sumo
31. Le temple des montagnes
32. Léa et le prince charmant
33. Le poussin
34. Le rallye Vert
35. Tel père, telle fille
36. La punition du grand prince de l'enfer
37. Un problème de nouille
38. Rêves de Ballerine
39. Le crapaud qui se prenait pour un oiseau
40. le mariage du prince Casimir
41. La vilaine petite luciole
42. La grande sœur idéale
43. Les cigales et les fourmis
44. Les naufragés du lac
45. Comme un poisson dans l'eau
46. Le plan de grand-mère
47. La maladie d'amour
48. Au temps du premier rendez-vous
49. Le fantôme de l'école
50. Le match de baseball
51. Un festival catastrophique
52. Comme chien et chat

53 à 61: épisodes non-doublés

## Voix françaises
- Virginie Ogouz : Caroline Papillon
- Joëlle Guigui : Léa, Lisette, Valentin, Chipounette (parfois)
- Éric Etcheverry : Casimir, Samson, Valentin (parfois)
- Michèle Bardollet : la maman de Caroline, Boubou, Nestor
- Gérard Dessalles : le papa de Caroline
- Bernard Soufflet : Julien, Chouchou, Barnabé
- Martine Reigner puis Brigitte Lecordier : Chipounette
- Michel Clainchy : Voix diverses
- Eric Aubrahn : Chouchou
- Amélie Morin : Léa
- Sophie Arthuys : Valentin
- Olivier Destrez : voix additionnelles
- Frédéric Bouraly: voix additionnelles